# Moduláció (fizika)
A moduláció különféle eljárások csoportja, melyek biztosítják, hogy egy szinuszos jel - a vivő - képes legyen információ hordozására. A szinuszos jel három fő paraméterét, az amplitúdóját, a fázisát vagy a frekvenciáját módosíthatja a modulációs eljárás, azért, hogy a vivő információt hordozhasson. Néhány ok, ami miatt szükséges a közvetítő közegen való átküldést megelőző moduláció:
- az átvivendő jel és a közvetítő közeg fizikai jellemzőinek összeegyeztetése
- egy fizikai közegben több, egymástól független információ átvetele

A berendezés, amely végrehajtja a modulációt: modulátor. A moduláció inverz művelete a demoduláció, és a berendezés, ami a  műveletet hajtja végre: demodulátor.  
A mindkét művelet végrehajtására képes eszköz (a két kifejezés összevonásából): modem. A MoDem tartalmazza a modulátort és a demodulátort is. 
Digitális moduláció esetében az átvitelre kerülő jel lehetséges változásait egy speciális (modulációs) ábécé határozza meg, és minden bejövő, továbbítandó információ része lesz a ténylegesen továbbított jelzésnek (szimbólumnak). 
Az analóg moduláció esetén a vivőjel változása folyamatos, és a vivőjel valamilyen jellemzőjének (lásd később) folyamatos megváltoztatásával történik az információ(k) továbbítása.
Általában a modulációval szemben a következő követelményeket támasztják:
- egyszerűség (kis veszteség, kis szóródás), a jel elektromágneses hullámként való továbbítása
- multiplexálhatóság, egy adott átviteli közegen keresztül több jelfolyam is átvihető legyen egy időben
- a vevő oldalon könnyen kezelhető legyen

A vivőjel általában nagyfrekvenciájú elektromágneses hullám.

## Analóg modulációs technikák
- szögmoduláció
  - fázismoduláció (PM)
  - frekvenciamoduláció (FM)
- amplitúdómoduláció (AM)
  - egy oldalsávos moduláció (SSB, vagy SSB-AM), módosított változata az egy oldalsávos, elnyomott vivőjű moduláció (SSB-SC)
  - Vestigial-oldalsávos moduláció (VSB, vagy VSB-AM)
- szigma-delta moduláció (∑Δ)

## Digitális modulációs technikák
Bármilyen módon történik a digitális moduláció, minden esetben szükséges véges számú, egymástól különböző, digitális adatnak megfelelő jel.
- A fáziseltolás-billentyűzés (phase-shift keying) véges számú fázist használ.
- A frekvenciaeltolás-billentyűzés (FSK, frequency-Shift Keying) véges számú frekvenciát használ.
- Az amplitúdóeltolás-billentyűzés (ASK, Amplitude-Shift Keying) véges számú amplitúdót használ, és nagyon hasonlít az impulzuskód-modulációhoz.

Minden fázishoz, frekvenciához vagy amplitúdóhoz egy egyedi bináris bitmintát rendelnek. Általában minden fázis, frekvencia vagy amplitúdó azonos számú bitet reprezentál. Adott számú bit egy szimbólumot alkot. 
A modulátor az átvinni kívánt adaton a következő lépéseket hajtja végre:
1. elfogadja a bejövő digitális adatot;
2. a kapott adatokat- opcionálisan – kibővíti egyéb adatokkal (hibajavító kód);
3. az adatokat szimbólumokba csoportosítja;
4. a szimbólumnak megfelelően beállítja vagy megváltoztatja a fázist, frekvenciát vagy amplitúdót;
5. a modulált jelet elküldi további feldolgozásra - például szűrés, csatorna-kódolás - mielőtt a tényleges jelátvitel megtörténne, majd a jelet az adott átviteli közegen keresztül továbbítja.

A vevő oldalon a demodulátor
1. visszaállítja a szűrés, csatorna-kódolás által esetleg megváltoztatott jelet;
2. meghatározza a jel fázisát, frekvenciáját vagy amplitúdóját;
3. a fázis, frekvencia vagy amplitúdó alapján egy táblázatból kiválasztja a megfelelő szimbólumot;
4. a szimbólumot egyedi, különálló bitekre fordítja;
5. a bitfolyamot továbbítja későbbi feldolgozásra (például az esetleges hibajavító kód(ok) eltávolítása).

A fentiek miatt a digitális kommunikációs rendszereknél a modulátor és a demodulátor tervezése egyszerre történik. A digitális modulációs sémák esetében alapvető fontosságú, hogy az adó-vevő pár tudja, hogy az adatok hogyan vannak kódolva, és milyen jellemző reprezentálja azokat az adott rendszerben, illetve az adó-vevő pároknak az egymásnak megfelelő inverz műveleteket kell tudniuk végrehajtani. 
A legfontosabb modulációs osztályok a következők:
- fáziseltolás-billentyűzés (PSK);
  - bináris fázisbillentyűzés (BPSK)
  - kvadratúra fázisbillentyűzés (QPSK)
- frekvenciaeltolás-billentyűzés (FSK) és hangfrekvenciaeltolás-billentyűzés (AFSK – Audio Frequence-Shift Keying);
  - minimumeltolás-billentyűzés (MSK – Minimum Shift Keying);
  - Gauss minimumeltolás-billentyűzés (GMSK – Gaussian Minimum Shift Keying);
  - nagyon minimális eltolás-billentyűzés (VMSK – Very Minimum Shift Keying);
- amplitúdóeltolás-billentyűzés (ASK) és ennek legismertebb formája a be-ki billentyűzés (OOK – On-Off Keying);
- kvadratúra-amplitúdómoduláció (QAM), a PSK és az ASK kombinációja;
- folyamatos fázismoduláció (CPM);
- Trellis-kódolású moduláció (TCM), mely Trellis-moduláció néven ismert.

Az MSK és a GMSK valójában egy speciális esete a folyamatos fázismodulációnak (CPM). 
Gyakran hivatkoznak – hibásan – az ortogonális frekvencia-osztásos multiplexálásra (OFDM), mint modulációs sémára, mely előnyösen használható a digitális technikában. Az eljárás mint diszkrét többhangos moduláció (DMT) ismert. Ha az OFDM egy csatornakódolás-technikával együtt lép fel, akkor az nem más, mint a kódolt ortogonális frekvencia-osztásos multiplexálás (COFDM). Az OFDM viszont szigorúan egy csatorna-hozzáférési mód és nem egy modulációs séma.

## Impulzusmoduláció
Az impulzusmoduláció a digitális és analóg technikák hibrid megoldása.
- Impulzuskód-moduláció (PCM – Pulse-Code Modulation))
- Impulzusszélesség-moduláció (PWM – Pulse-Width Modulation)
- Impulzusamplitúdó-moduláció (PAM – Pulse-Amplitude Modulation)
- Impulzuspozíció-moduláció (PPM – Pulse-Position Modulation)
- Impulzussűrűség-moduláció (PDM Pulse-Density Modulation)

## Különleges technikák
- A Morzekód rádión keresztüli átvitelére használják az úgynevezett folytonos vivő (CW) csatornán egy ki-be billentyűzési módot.
- Adaptív moduláció
- Wavelet-moduláció

## Egyéb, angol nyelvű információk
- "Data Encoding Techniques" és "Specifications for Data Encoding" .
- szemléltető anyagok különböző modulációs eljárásokhoz
- https://web.archive.org/web/20090417234616/http://www.educypedia.be/electronics/rfdigmod.htm